# Sherman Clark
Sherman Rockwell "Sherm" Clark (Baltimore, Maryland, 16 de novembre de 1889 - Annapolis, Maryland, 8 de novembre de 1980) va ser un remer estatunidenc que va competir a començaments del segle xx.
El 1920 va prendre part en els Jocs Olímpics d'Anvers, disputà dues proves del programa de rem. En la competició del quatre amb timoner, formant equip amb Kenneth Myers, Carl Klose, Franz Federschmidt i Erich Federschmidt, guanyà la medalla de plata; mentre en la prova del vuit amb timoner guanyà la d'or. En ambdues tripulacions exercia de timoner.